# Могильный памятник ван Горкума-ван Афферден
Могильный памятник ван Горкума-ван Афферден на кладбище возле Капель-ин-т-Занд — монументальный двойной надгробный памятник в голландском городе Рурмонд, включённый в Национальный реестр памятников.

## Предпосылки
Кладбище «Nabij de Kapel in 't Zand», широко известное как «Ауде Керкхоф» (Oude Kerkhof), изначально было еврейским кладбищем. В конце XVIII века оно было расширено захоронениями жителей Рурмонда с иным вероисповеданием. В 1858 году за реконструкцию кладбища отвечал архитектор Питер Кейперс. Среди прочего были созданы католическая и реформатская части, которые были отделены друг от друга стеной.
Якоб Варнер Константин ван Горкум (1809—1880) из Амстердама был полковником кавалерии и комиссаром милиции в Лимбурге. В 1842 году он женился на девушке из Рурмонда Йозефине Каролине Петронелле Хубертине ван Афферден (26 июня 1820 — 29 ноября 1888). Это был смешанный брак по происхождению: ван Горкум изначально был протестантом, его жена была католичкой. Разница в возрасте и статусе между ними также вызвала переполох в то время. У супругов было трое детей.
После смерти ван Горкум был похоронен на протестантской части кладбища. Его вдова хотела быть похороненной вместе с ним, но как католичка не могла быть похоронена в неосвящённой земле. Решение было найдено в двойной могиле с двух сторон от разделяющей части кладбища стены, надгробия соединены двумя руками, сцепленными над стеной.

## Описание
Надгробный памятник образован двумя почти одинаковыми надгробиями по обе стороны стены. Надгробия, размещенные на основании из голубого камня, состоят из колонны из песчаника с двускатной крышей, выступающей над стеной. Закрытие увенчано крестом, на боку изображен рельефный герб семьи ван Горкум, а на боку — союзный герб. С обратной стороны обоих надгробий, мужского и женского, расположены руки, которые сцеплены друг с другом, как символ солидарности за пределами смерти и религии.
Обе гробницы закрыты полукруглой кованой оградой, концы которой у него оканчиваются штыкообразными формами, а у неё — лилиевидным крестом.

## Оценка
Памятник с двойной могилой был включен в мае 2002 года в Реестр памятников как национальный памятник, он имеет «культурно-историческую ценность как особое напоминание о желании обоих супругов оставаться связанными после их смерти, несмотря на их разное вероисповедание. Гробница имеет архитектурно-историческую ценность из-за эстетических качеств дизайна, особого использования материалов и орнамента. Объект получает свою ансамблевую ценность из-за своего расположения на Ауде-Керкхоф в Рурмонде, на границе католической и протестантской частей, а также как часть кладбища, что имеет важное значение для имиджа города в целом».